# Apareiodon affinis
Apareiodon affinis és una espècie de peix de la família dels parodòntids i de l'ordre dels caraciformes.

## Morfologia
- Els mascles poden assolir 14,3 cm de longitud total.[1][2]

## Hàbitat
És un peix d'aigua dolça i de clima subtropical (22 °C-26 °C).

## Distribució geogràfica
Es troba a Sud-amèrica: conca del Riu de La Plata.